# Phenacoccus hordei
Phenacoccus hordei är en insektsart som först beskrevs av Reuter 1904.  Phenacoccus hordei ingår i släktet Phenacoccus och familjen ullsköldlöss. Inga underarter finns listade i Catalogue of Life.